# Денис Шепърд
Денис Шепърд (на английски: Dennis Sheperd, оригинално име на немски: Dennis Schäfer) е транс диджей и продуцент от Есен, Германия.
Денис започва своята студийна кариера през 2004 г., но издава първия си сингъл „A Tribute To Life“ чак през 2007 г. Продължава с издаването на сингли и едва през 2011 г. издава цял албум, който отново се казва „A Tribute To Life“. През 2015 г. издава втория си албум „Fight Your Fears“.
Диджеят идва в България на 8 март 2013 г. в зала Арена Армеец София заедно с Рубен де Ронде, Фери Корстен, Армин ван Бюрен и други.
На 17 април 2015 г. в клуб „Cosmo“, София, прави официалното представяне на албума си „Fight Your Fears“.